# Orea Mining
 (mars 2017).
Orea Mining, anciennement Columbus Gold est une société minière junior canadienne.

## Histoire
En novembre 2013 la société EURO Ressources transfère à Columbus Gold ses droits sur la redevance due par Auplata (dans le cadre d'un accord signé avec Golden Star Resources) en échange de liquidités, de revenu net de fonderie et de parts dans la société Columbus Gold. 

Fin 2016, EURO ressources détenait approximativement 13,4 % des parts de Columbus Gold.

## Amérique du Nord
En 2017 (15 mars) la société Columbus Gold annonce qu'elle démarre le forage pour son projet de mine d'or Eastside situé entre Coaldale et Tonopah dans l’État du Nevada aux États-Unis.

## Amérique du Sud
En 2011, la Columbus Gold achète les huit concessions minières du « Projet Paul Isnard » en Guyane, dont l'une située sur la Montagne d’or ; à 80 km au sud de Saint-Laurent-du-Maroni, où elle estime qu'environ 155 t d'or sont piégées dans la roche jusqu'à plusieurs centaines de mètres de profondeur sous le sol. Ces huit concessions couvrant au total 190 km2 de forêt humide guyanaise, dans la ceinture de roches vertes du « Bouclier guyanais » (localisée de l'ouest du Venezuela  et s’étendant vers l'est au travers de la Guyane, du Suriname, et jusqu'au Brésil), régions et pays où plusieurs gisements ont été identifiés : Las Cristinas, Choco, Toropoaru, Aurora, Omai, Gros Rosebel, Merian et Camp Caïman.
Dans les années 2010-2020 son projet majeur est la mine Montagne d'or située en Guyane où elle espère retirer en moyenne 1,73 g d'or par tonne de roche à traiter. Dans ce cadre, la Columbus Gold ne serait qu'une junior ayant pour premier rôle d'explorer, avant de transmettre le projet à la Nordgold (groupe minier russe basé à Moscou).
Le 14 août 2018 Columbus Gold et Iamgold Corporation (IMG: TSX) signent un accord pour un autre projet de mine d'or appelée Maripa, également situé au sud d'une déformation géologique régionale dite Fosse de Guyane du Nord, qui se prolonge via le nord de la Guyane jusqu'au Suriname à l'ouest et qui est classiquement supposée géologiquement propice à la minéralisation aurifère ; c'est dans la partie opposée de cette fosse que la mine Rosebel d’Iamgold s'est développée, dans un environnement géologique assez similaire. La grande épaisseur de sédiments de la région de Maripa évoque un contexte favorable à l'activité hydrothermale, elle-même propice à une minéralisation de l'or. L'accord vise à acquérir jusqu'à 70 % du projet de mine d'or Maripa, Columbus restant présent, mais agissant comme d’exploitant. 
Robert Giustra (PDG de Columbus Gold) pense qu'il s'agit d'une « acquisition à faible coût et à fort potentiel » qui consolidera sa position de leader pour la recherche de l’or en Guyane. C'est cette fois l'Est de la Guyane qui est concerné, à une cinquantaine de kilomètres au sud de la capitale régionale Cayenne, avec jusqu'à cinq permis d'exploration contigus sur 120 kilomètres carrés de jungle, où de l'or est extrait depuis plus d’un siècle avec notamment l'ancienne mine Changement d'où environ 40 000 onces d'or auraient été extraites de 1985 à 1996. Les conditions de travail dans cette région sont difficiles mais le projet pourrait être plus rentable depuis la construction de route nationale RN2 qui dessert la zone. Ce secteur a été étudié ou exploré par le Bureau minier guyanais (BMG) de 1958 à 1959 puis plus en détail par Iamgold de 2000 à 2006.